# Betty Olivero
Betty Olivero (* 16. Mai 1954 in Tel Aviv) ist eine israelische Komponistin.
Olivero studierte bis 1978 Klavier bei Ilona Vincze-Kraus sowie Komposition bei Yizhak Sadai und Leon Schidlowsky an der
Rubin-Musikakademie der Universität Tel Aviv, daneben nahm sie Kompositionsunterricht bei André Hajdu und Abel Ehrlich. Den Mastergrad erlangte sie an der Yale University, wo sie Schülerin von Jacob Druckman, Bernard Rands und Gilbert Amy war. Von 1983 bis 1986 studierte sie bei Luciano Berio in Italien. Den Doktorgrad erhielt sie 2002 an der Bar-Ilan-Universität für eine Arbeit über die Musik Berios und die Komposition Hoshanot. Seit 2002 unterrichtet sie Komposition an der Bar-Ilan-Universität.
Oliverso komponierte sinfonische Werke und Kammermusik, Vokalwerke, Bühnenwerke und eine Filmmusik zu dem Stummfilm Der Golem. In ihren Kompositionen verbindet sie Elemente der sephardischen und arabischen Musik sowie mittelalterlicher Musik mit einer zeitgenössischen Musiksprache. Unter anderem arbeitete sie mit dem Sänger Esti Ofri-Kenan und dem Klarinettisten Giora Feidman zusammen. Ihre Kompositionen wurden u. a. vom New York Philharmonic Orchestra, dem Chicago Symphony Orchestra, dem Israel Philharmonic Orchestra, dem BBC Symphony Orchestra und den Münchner Philharmonikern aufgeführt. Sie erhielt den Fromm Award der Fromm Music Foundation (1986), den Koussevitzky Award der Koussevitzky Music Foundation (2000), den Preis des israelischen Premierministers (2001), den Rosenblum Award (Israel, 2003), den Landau Award (2004), zwei Mal den ACUM-Preis (2004, 2010) und den Emet-Preis (2015).

## Werke
- Tehilim für zwölf Celli und vier Kontrabässe, 1981
- Cantigas Sefardies für Frauenstimme und Kammerorchester, 1982
- Cantes Amargos - Three Ladino Romances für Frauenstimme und Kammerorchester, 1984
- Pan für fünf Flötenspieler, 1984
- Batnun für Kontrabass und Orchester, 1985
- Presenze für Instrumentalensemble, 1985–86
- Cubi für Cello und Kontrabass, 1987
- Duo für Violine und Klavier, 1987
- Makamat - Five Middle-Eastern folk songs für Frauenstimme und neun Instrumentalisten, 1988
- Ketarim für Violine und Orchester, 1989
- Behind the Wall Musikalisches Schauspiel für Puppentheater, Frauenstimme und acht Instrumentalisten, 1989
- Tenu'ot für Sinfonieorchester, 1990
- Adagio für Kammerorchester, 1990
- Sofim für Klavier, 1991
- Juego de siempra - 12 folk songs in Ladino für Frauenstimme und Kammerorchester, 1991
- Quartetto für Violine, Viola, Cello und Klavier, 1992
- Per Viola für Viola solo, 1993
- Carosello für Streichorchester, Perkussion und Kinder-Kammerorchester, 1994
- Shir für Violine, Kontrabass und Streichorchester, 1994
- Mar'ot für Flöte und Violine, 1994
- Impromptu für Flöte, Klarinette, Violine, Viola, Perkussion und Klavier, 1995
- Bakashot für Klarinette, gemischten Chor und Orchester, 1996
- Kavei-avir für Instrumentalensemble, 1996
- Mizrach für Klarinette, Streichorchester und Metall-Windspiel, 1997
- Der Golem, Livemusik für den Stummfilm Der Golem, wie er in die Welt kam von Paul Wegener (Deutschland 1920), 1997
- Der Golem - Suite no. 1 für Klarinette und Streichquartett, 1997
- Der Golem - Zeks Yiddishe Lieder un Tantz für Klarinette und Streichquartett, 1997
- Der Golem, Suite Nr. 2 für Klarinette und Streichorchester, 1998
- Merkavot für Sinfonieorchester, 1999
- Kavei-Or für Sinfonieorchester, 1999
- Masken für Sopran, Mezzosopran, Bariton, Violine, Viola, Cello und Perkussion, 1999
- Hoshanot für Sopran und Kammerorchester, 2000
- Achot Ketana für drei Violinen, Sopran und Streichorchester mit Klarinette, 2000
- Sefarim für Sopran, Violine, Klarinette, Cello und Klavier, 2002
- Zimaar I für Sopran, zwei Violinen, Cello, verstärktes Cembalo und Perkussion, 2003
- Bashrav für neun Instrumentalisten, 2004
- Aria für Klarinette, Klavier, Violine und Cello, 2005
- L'Ombra che porta il Sogno, Musiktheater für Kinderchor, drei Instrumentalgruppen und Liveelektronik, 2005
- Neharot Neharot für Viola, Akkordeon, Perkussion, zwei Streichorchester und Tonband, 2007
- Madrigal für Klarinette, Akkordeon, Perkussion, drei Violen und zwei Streichensemble, 2007
- Kri'ot für Saxophon und Orchester, 2008
- Zimaar II für Frauenstimme, Klarinette, Harfe, Violine, Viola und Cello, 2011